# Pokojská (film)
Pokojská (v originále The Maid) je americko-britsko-francouzský televizní film z roku 1991, který režíroval Ian Toynton. Film se odehrává v Paříži.

## Děj
Anthony Wayne je finanční expert, který pracuje na Wall Streetu. Jednoho dne dostane nabídku pracovat pro mezinárodní společnost v Paříži. Vzhledem k podmínkám pracovní smlouvy může nastoupit až za měsíc. Odjede proto do Paříže, aby volný čas využil k prohlídce města. Po příjezdu zahlédne v hotelu Regina ženu, do které se na první pohled zamiluje. Sleduje ji až do 5. obvodu, kde zjistí, že shání chůvu pro svou dceru. Anthony se proto vydává za vychovatele a nechá se najmout. Nicole Chantrelle pracuje ve stejné firmě, do které má nastoupit i Anthony. Když to Nicole zjistí, je rozzlobená a Anthonyho odmítne. Nakonec se spolu usmíří.

## Obsazení
| Martin Sheen       | Anthony Wayne     |
| Jacqueline Bisset  | Nicole Chantrelle |
| Victoria Shalet    | Marie Chantrelle  |
| Jean-Pierre Cassel | C.P. Olivier      |
| James Faulkner     | Laurent Leclair   |
| Isabelle Guiard    | sekretářka        |
| Dominic Gould      | Pierre Meyer      |
| Catherine Lachens  | Catherine Olivier |